# Славуцький Михайло Михайлович
Михайло Михайлович Славуцький (1898, Кременчук  — 24 лютого 1943, Москва
) — радянський дипломат.

## Біографія

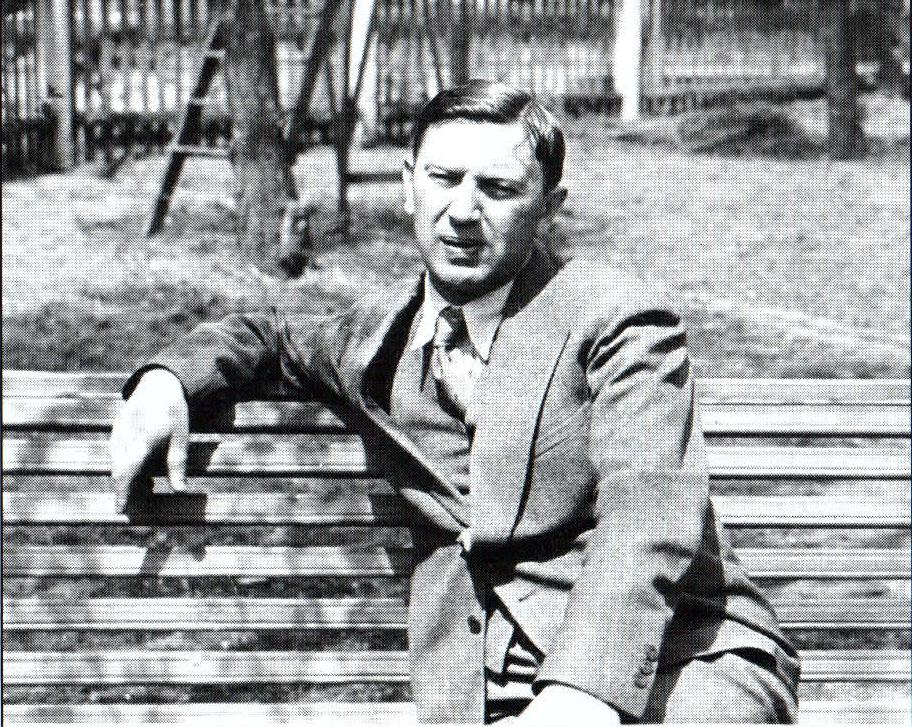
М. М. Славуцький в Харбіні, 1934 рік

У 1919 р вступив в Червону армію і воював на Туркестанському фронті. Дослужився до помічника командира транспортної бригади. Член РКП (б) (був виключений з квітня по липень 1940 р.). У 1919—1920 рр. був секретарем центрального бюро закордонної турецької компартії в Баку. Був делегатом від центрального бюро на 2 конгресі Комінтерну. Член ЦВК Узбекистану і Таджикистану.
- 1919—1920 — 1-й секретар повпреда РРФСР в Бухарі
- 1920 — віце-консул Генерального консульства РРФСР в Гераті (Афганістан)
  - 1921 — в. о. генерального консула Української РСР в Гераті (Афганістан)
- 1921—1923 — референт, помічник завідувача Відділом Близького Сходу НКЗС РРФСР
- 1923—1924 — генеральний консул СРСР в Тебрізі (Персія)
- 1924—1927 — 1-й секретар повпредства СРСР в Персії
- 1927 серпень-вересень — повірений у справах СРСР в Персії
- 1928—1929 — помічник завідувача відділом Середнього Сходу НКЗС СРСР
- 1930—1931 — уповноважений НКЗС СРСР в Ташкенті

- 1931—1937 — генеральний консул СРСР в Харбіні (Китай — Маньчжоу-го)
- З 27 липня 1937 по 21 вересня 1939 — повноважний представник СРСР в Японії

У Харбіні був дуаєном. У 1934—1935 рр. вів переговори з продажу СРСР Маньчжоу-го Китайсько-Східної залізниці.
Влітку 1938 року неодноразово звертався (у тому числі до Сталіну) з проханням відкликати з Токіо до Москви. Дані звернення були відхилені (у тому числі двічі Сталіним). За власною ініціативою восени 1938 р повернувся разом з сім'єю в Москву. Через шість місяців був звільнений з НКЗС. Після цього був призначений заступником начальника управління вищих навчальних закладів Наркомосу.
Навесні 1940 був заарештований, проте через 7 днів звільнений завдяки заступництву його дочки, яка передала Сталіну лист через свою подругу Світлану Сталіну, з якою та навчалася в одному класі.
До кінця життя працював в тій же посаді в Наркомосі. У 1942 році відмовився від пропозицій Молотова очолити радянський Червоний хрест. На початку 1943 року також відмовився від посади посла СРСР в Туреччині. Похований на Донському кладовищі.